# Juravlînka, Holovanivsk
Juravlînka (în ucraineană Журавлинка) este localitatea de reședință a comunei Juravlînka din raionul Holovanivsk, regiunea Kirovohrad, Ucraina.

## Demografie
Componența lingvistică a localității Juravlînka
     Ucraineană (96,53%)
     Română (2,31%)
     Rusă (1,16%)
Conform recensământului din 2001, majoritatea populației localității Juravlînka era vorbitoare de ucraineană (96,53%), existând în minoritate și vorbitori de română (2,31%) și rusă (1,16%).